# Agariciidae
Agariciidae es una familia de corales marinos que pertenecen al orden Scleractinia de la clase Anthozoa. 
Cada cabeza de coral está formada por una colonia de pólipos genéticamente idénticos que secretan un esqueleto de carbonato de calcio, lo que los convierte en importantes constructores de arrecifes de coral, como los demás corales pétreos del orden Scleractinia. 
Conocidos por sus formas únicas y sus muy pequeños, a no existentes, pólipos.
Los géneros de la familia son coloniales y hermatípicos. Las colonias son de forma masiva, laminar o foliácea. Los coralitos, o esqueletos individuales de los pólipos, están inmersos en la superficie del coralum, o esqueleto colonial; y con muros pobremente definidos, formados por engrosamiento de los septo-costa.
La mayoría se distribuyen en las aguas tropicales y subtropicales del océano Indo-Pacífico, y con menos especies en el océano Atlántico, dónde, sin embargo, las especies del género Agaricia son de las principales responsables en la construcción de arrecifes.

## Géneros
El Registro Mundial de Especies Marinas acepta los siguientes géneros en la familia:
- Agaricia. Lamarck, 1801.
- Coeloseris. Vaughan, 1918.
- Dactylotrochus. Wells, 1954.
- Gardineroseris. Scheer & Pillai, 1974.
- Helioseris Milne-Edwards & Haime, 1849.
- Leptoseris. Milne-Edwards & Haime, 1849.
- Pachyseris. Milne-Edwards & Haime, 1849.
- Pavona. Lamarck, 1801.

## Galería

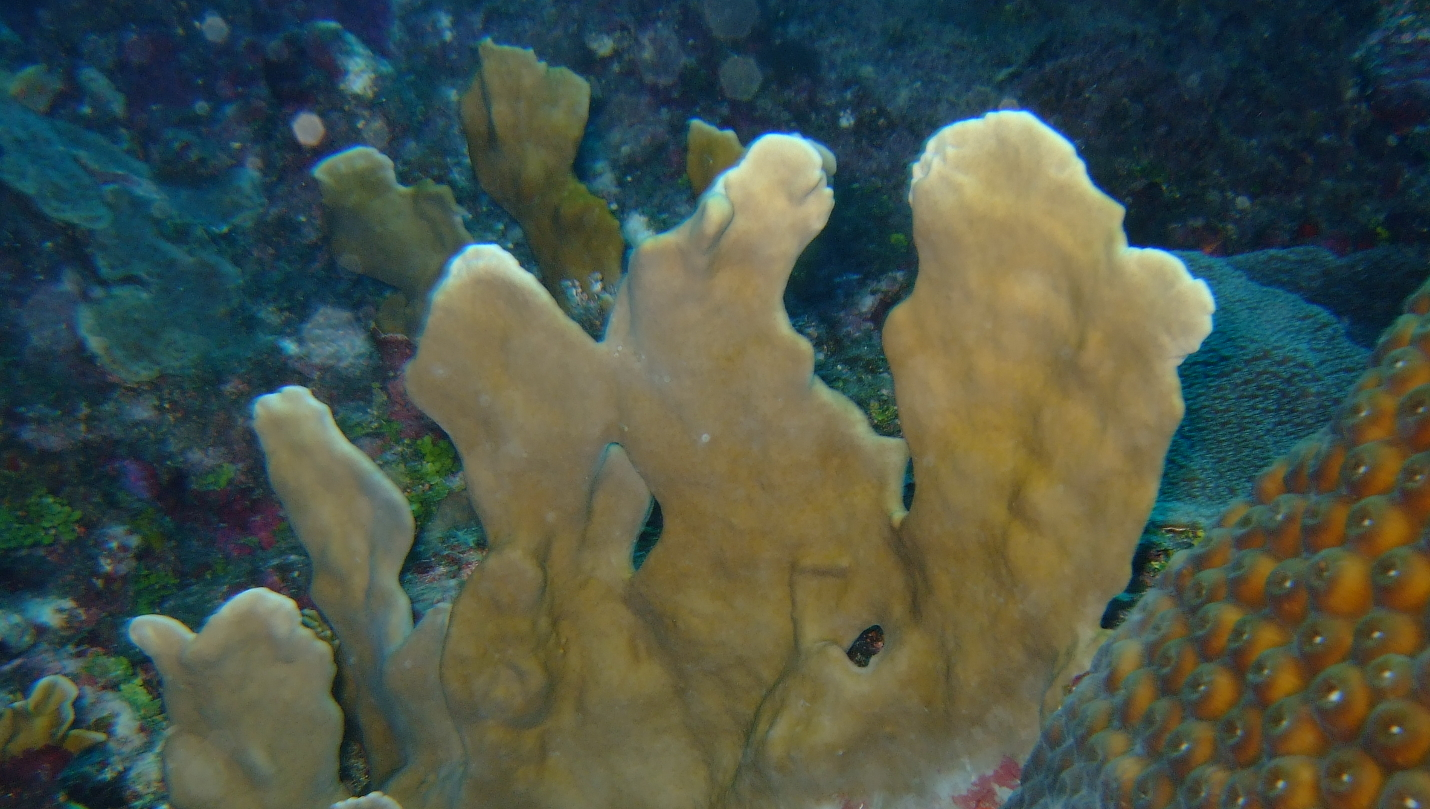
Agaricia tenuifolia
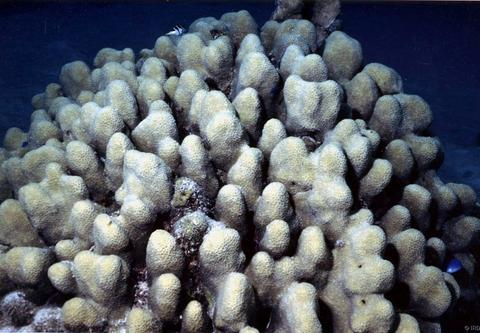
Coeloseris mayeri
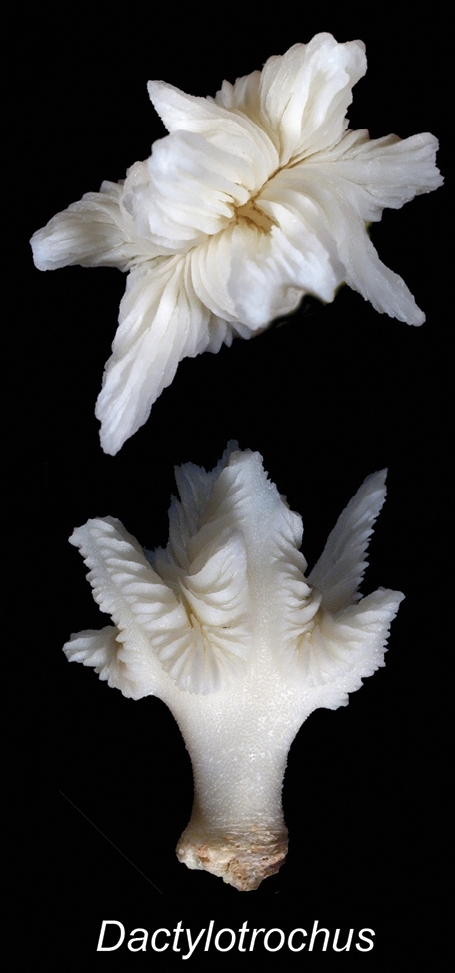
Dactylotrochus cervicornis
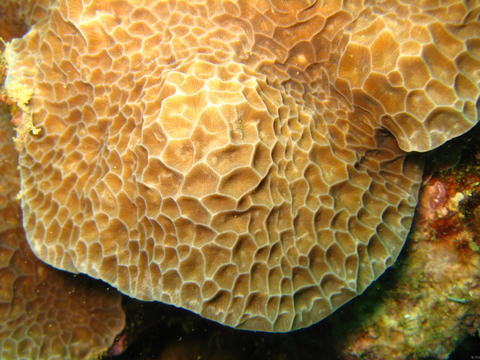
Gardineroseris planulata
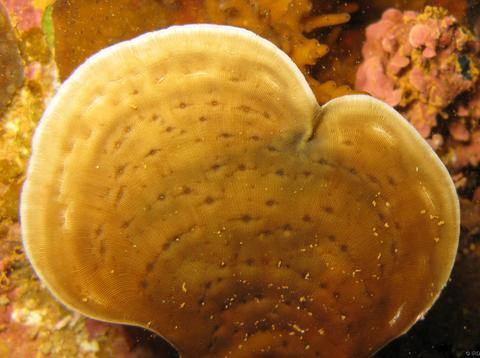
Helioseris cucullata
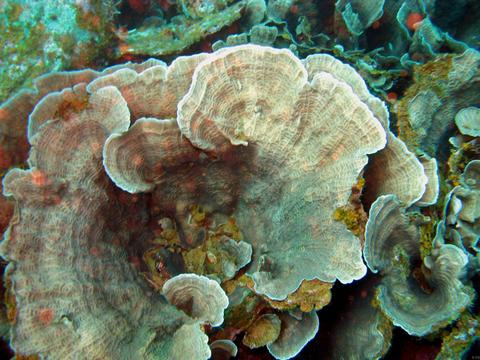
Leptoseris yabei
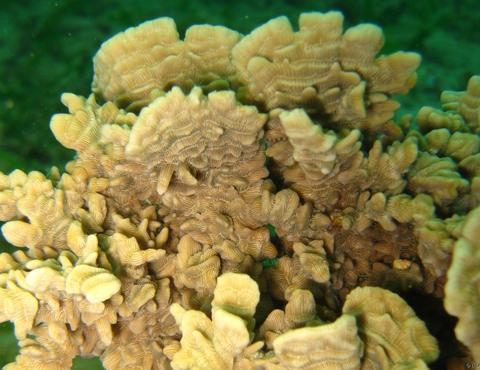
Pachyseris rugosa
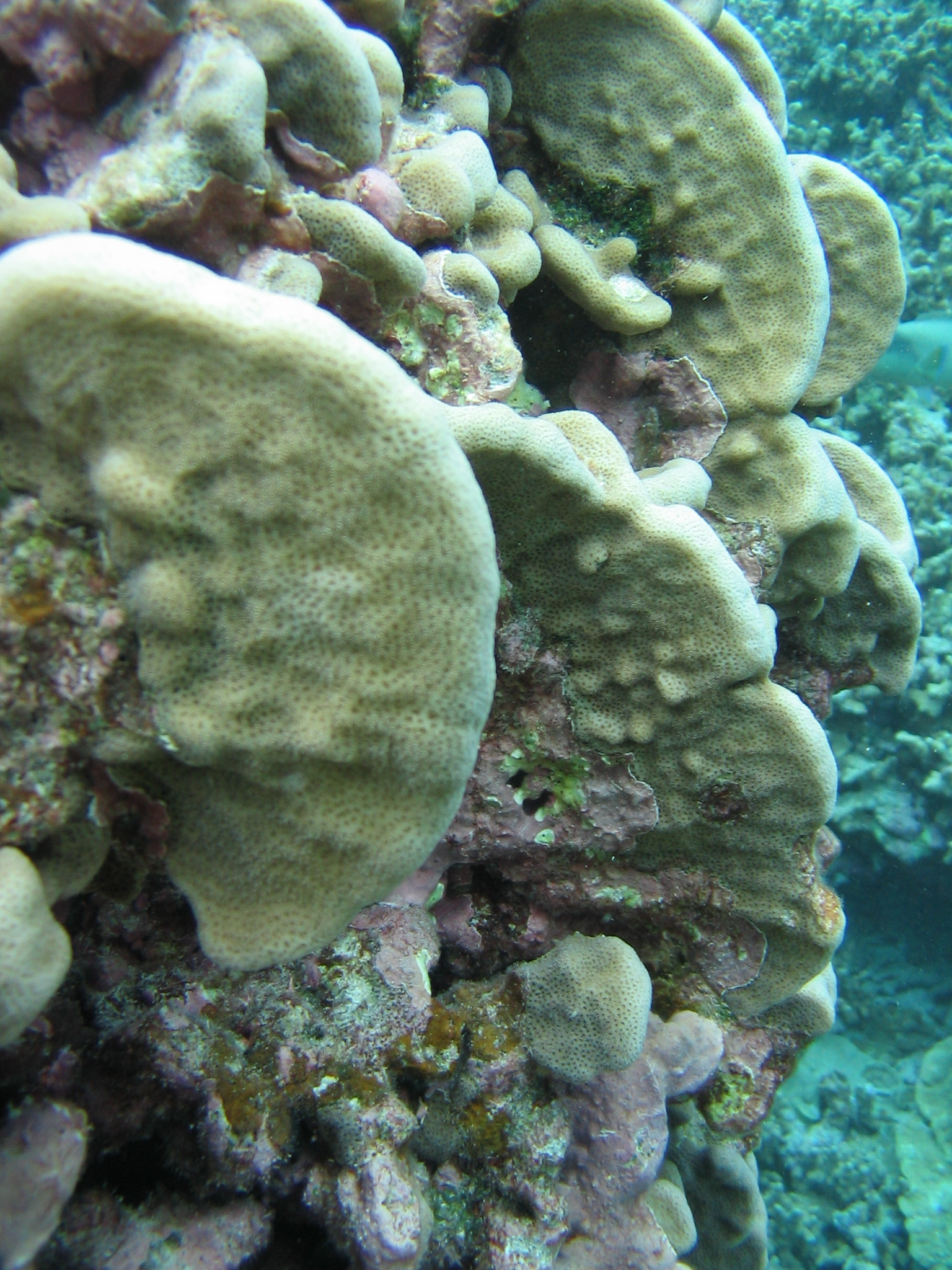
Pavona duerdeni